# Férfi vízilabdatorna a 2016. évi nyári olimpiai játékokon
A 2016. évi nyári olimpiai játékokon a férfi vízilabdatornát augusztus 6. és 20. között rendezték. A tornán 12 nemzet csapata vett részt. A címvédő a horvát válogatott.
Az olimpiai bajnok csapat a szerb válogatott lett, története során először.

## Részt vevő csapatok
| Esemény                                  | Dátum              | Helyszín             | Kvóta | Kvalifikált csapatok                                                               |
| ---------------------------------------- | ------------------ | -------------------- | ----- | ---------------------------------------------------------------------------------- |
| Rendező                                  | -                  | -                    | 1     | Brazília (BRA)                                                                     |
| 2015-ös férfi vízilabda-világliga        | 2015. június 28.   | Bergamo, Olaszország | 1     | Szerbia (SRB)                                                                      |
| 2015-ös férfi vízilabda-világbajnokság   | 2015. augusztus 9. | Kazany, Oroszország  | 2     | Horvátország (CRO) · Görögország (GRE)                                             |
| 2015-ös pánamerikai játékok              | 2015. július 15.   | Toronto, Kanada      | 1     | Egyesült Államok (USA)                                                             |
| Ázsia                                    | 2015. december 20. | Fosan, Kína          | 1     | Japán (JPN)                                                                        |
| Óceánia                                  |                    |                      | 1     | Ausztrália (AUS)                                                                   |
| 2016-os férfi vízilabda-Európa-bajnokság | 2016. január 21.   | Belgrád, Szerbia     | 1     | Montenegró (MNE)                                                                   |
| Olimpiai selejtezőtorna                  | 2016. április 8.   | Trieszt, Olaszország | 4     | Magyarország (HUN) · Spanyolország (ESP) · Franciaország (FRA) · Olaszország (ITA) |
| Összesen                                 |                    |                      | 12    |                                                                                    |

## Sorsolás
Az olimpia csoportbeosztását 2016. április 10-én sorsolták Triesztben, a férfi olimpiai selejtező utolsó napján. A 12 csapatot 6 kalapban helyezték el.
| 1. kalap           | 2. kalap          | 3. kalap               | 4. kalap            | 5. kalap           | 6. kalap            |
| ------------------ | ----------------- | ---------------------- | ------------------- | ------------------ | ------------------- |
| Szerbia (SRB)      | Görögország (GRE) | Egyesült Államok (USA) | Franciaország (FRA) | Magyarország (HUN) | Spanyolország (ESP) |
| Horvátország (CRO) | Montenegró (MNE)  | Ausztrália (AUS)       | Japán (JPN)         | Olaszország (ITA)  | Brazília (BRA)      |

## Eredmények
A mérkőzések kezdési időpontjai helyi idő szerint, zárójelben magyar idő szerint olvashatóak.

## Csoportkör

### A csoport
| Hely. | Csapat             | M | Gy | D | V | G+ | G– | Gk  | P | Továbbjutás |
| ----- | ------------------ | - | -- | - | - | -- | -- | --- | - | ----------- |
| 1.    | Magyarország (HUN) | 5 | 2  | 3 | 0 | 57 | 43 | +14 | 7 | Negyeddöntő |
| 2.    | Görögország (GRE)  | 5 | 2  | 2 | 1 | 41 | 40 | +1  | 6 | Negyeddöntő |
| 3.    | Brazília (BRA) (R) | 5 | 3  | 0 | 2 | 40 | 39 | +1  | 6 | Negyeddöntő |
| 4.    | Szerbia (SRB)      | 5 | 2  | 2 | 1 | 49 | 44 | +5  | 6 | Negyeddöntő |
| 5.    | Ausztrália (AUS)   | 5 | 2  | 1 | 2 | 44 | 40 | +4  | 5 |             |
| 6.    | Japán (JPN)        | 5 | 0  | 0 | 5 | 36 | 61 | −25 | 0 |             |

| 2016. augusztus 6. 9:00 (14:00) | Szerbia (SRB)        | 13–13       | Magyarország (HUN) | Maria Lenk Aquatic Center, Rio de Janeiro Játékvezetők: Adrian Alexandrescu (ROU), Radoslaw Koryzna (POL) |
| 2016. augusztus 6. 9:00 (14:00) | (3–5, 3–4, 3–2, 4–2) |             |                    | Maria Lenk Aquatic Center, Rio de Janeiro Játékvezetők: Adrian Alexandrescu (ROU), Radoslaw Koryzna (POL) |
| 2016. augusztus 6. 9:00 (14:00) | Filipović 3          | Jegyzőkönyv | Hosnyánszky 3      | Maria Lenk Aquatic Center, Rio de Janeiro Játékvezetők: Adrian Alexandrescu (ROU), Radoslaw Koryzna (POL) |

| 2016. augusztus 6. 13:00 (18:00) | Görögország (GRE)    | 8–7         | Japán (JPN)     | Maria Lenk Aquatic Center, Rio de Janeiro Játékvezetők: Szergej Naumov (RUS), Stanko Ivanovski (MNE) |
| 2016. augusztus 6. 13:00 (18:00) | (2–0, 2–3, 0–4, 4–0) |             |                 | Maria Lenk Aquatic Center, Rio de Janeiro Játékvezetők: Szergej Naumov (RUS), Stanko Ivanovski (MNE) |
| 2016. augusztus 6. 13:00 (18:00) | Vlahópulosz 3        | Jegyzőkönyv | három játékos 2 | Maria Lenk Aquatic Center, Rio de Janeiro Játékvezetők: Szergej Naumov (RUS), Stanko Ivanovski (MNE) |

| 2016. augusztus 6. 20:50 (1:50) | Brazília (BRA)       | 8–7         | Ausztrália (AUS)      | Maria Lenk Aquatic Center, Rio de Janeiro Játékvezetők: Filippo Gomez (ITA), Francesc Buch (ESP) |
| 2016. augusztus 6. 20:50 (1:50) | (3–2, 2–1, 2–2, 1–2) |             |                       | Maria Lenk Aquatic Center, Rio de Janeiro Játékvezetők: Filippo Gomez (ITA), Francesc Buch (ESP) |
| 2016. augusztus 6. 20:50 (1:50) | Delgado 3            | Jegyzőkönyv | Campbell, Cotterill 2 | Maria Lenk Aquatic Center, Rio de Janeiro Játékvezetők: Filippo Gomez (ITA), Francesc Buch (ESP) |

| 2016. augusztus 8. 9:00 (14:00) | Szerbia (SRB)        | 9–9         | Görögország (GRE) | Maria Lenk Aquatic Center, Rio de Janeiro Játékvezetők: Mark Koganov (AZE), Joseph Peila (USA) |
| 2016. augusztus 8. 9:00 (14:00) | (1–2, 0–2, 4–3, 4–2) |             |                   | Maria Lenk Aquatic Center, Rio de Janeiro Játékvezetők: Mark Koganov (AZE), Joseph Peila (USA) |
| 2016. augusztus 8. 9:00 (14:00) | Filipović 2          | Jegyzőkönyv | Fundúlisz 4       | Maria Lenk Aquatic Center, Rio de Janeiro Játékvezetők: Mark Koganov (AZE), Joseph Peila (USA) |

| 2016. augusztus 8. 13:00 (18:00) | Magyarország (HUN)   | 9–9         | Ausztrália (AUS) | Maria Lenk Aquatic Center, Rio de Janeiro Játékvezetők: Boris Margeta (SLO), Filippo Gomez (ITA) |
| 2016. augusztus 8. 13:00 (18:00) | (4–3, 2–2, 1–3, 2–1) |             |                  | Maria Lenk Aquatic Center, Rio de Janeiro Játékvezetők: Boris Margeta (SLO), Filippo Gomez (ITA) |
| 2016. augusztus 8. 13:00 (18:00) | három játékos 2      | Jegyzőkönyv | Campbell 4       | Maria Lenk Aquatic Center, Rio de Janeiro Játékvezetők: Boris Margeta (SLO), Filippo Gomez (ITA) |

| 2016. augusztus 8. 19:30 (0:30) | Japán (JPN)          | 8–16        | Brazília (BRA) | Maria Lenk Aquatic Center, Rio de Janeiro Játékvezetők: Nenad Peris (CRO), Francesc Buch (ESP) |
| 2016. augusztus 8. 19:30 (0:30) | (2–5, 1–3, 4–4, 1–4) |             |                | Maria Lenk Aquatic Center, Rio de Janeiro Játékvezetők: Nenad Peris (CRO), Francesc Buch (ESP) |
| 2016. augusztus 8. 19:30 (0:30) | három játékos 2      | Jegyzőkönyv | Vrlić 5        | Maria Lenk Aquatic Center, Rio de Janeiro Játékvezetők: Nenad Peris (CRO), Francesc Buch (ESP) |

| 2016. augusztus 10. 9:00 (14:00) | Ausztrália (AUS)     | 8–6         | Japán (JPN)    | Maria Lenk Aquatic Center, Rio de Janeiro Játékvezetők: Francesc Buch (ESP), Joseph Peila (USA) |
| 2016. augusztus 10. 9:00 (14:00) | (1–2, 2–1, 3–2, 2–1) |             |                | Maria Lenk Aquatic Center, Rio de Janeiro Játékvezetők: Francesc Buch (ESP), Joseph Peila (USA) |
| 2016. augusztus 10. 9:00 (14:00) | Kayes 3              | Jegyzőkönyv | Ókava, Takei 2 | Maria Lenk Aquatic Center, Rio de Janeiro Játékvezetők: Francesc Buch (ESP), Joseph Peila (USA) |

| 2016. augusztus 10. 10:20 (15:20) | Görögország (GRE)    | 8–8         | Magyarország (HUN) | Maria Lenk Aquatic Center, Rio de Janeiro Játékvezetők: Nenad Peris (CRO), Mark Koganov (AZE) |
| 2016. augusztus 10. 10:20 (15:20) | (1–2, 1–1, 4–2, 2–3) |             |                    | Maria Lenk Aquatic Center, Rio de Janeiro Játékvezetők: Nenad Peris (CRO), Mark Koganov (AZE) |
| 2016. augusztus 10. 10:20 (15:20) | Vlahópulosz 3        | Jegyzőkönyv | Hárai 3            | Maria Lenk Aquatic Center, Rio de Janeiro Játékvezetők: Nenad Peris (CRO), Mark Koganov (AZE) |

| 2016. augusztus 10. 19:30 (0:30) | Brazília (BRA)       | 6–5         | Szerbia (SRB) | Maria Lenk Aquatic Center, Rio de Janeiro Játékvezetők: Benjamin Mercier (FRA), Ni Shi Wei (CHN) |
| 2016. augusztus 10. 19:30 (0:30) | (0–2, 3–1, 2–0, 1–2) |             |               | Maria Lenk Aquatic Center, Rio de Janeiro Játékvezetők: Benjamin Mercier (FRA), Ni Shi Wei (CHN) |
| 2016. augusztus 10. 19:30 (0:30) | Vrlić 2              | Jegyzőkönyv | öt játékos 1  | Maria Lenk Aquatic Center, Rio de Janeiro Játékvezetők: Benjamin Mercier (FRA), Ni Shi Wei (CHN) |

| 2016. augusztus 12. 9:00 (14:00) | Magyarország (HUN)   | 17–7        | Japán (JPN) | Maria Lenk Aquatic Center, Rio de Janeiro Játékvezetők: Stanko Ivanovski (MNE), Masoud Rezvani (IRI) |
| 2016. augusztus 12. 9:00 (14:00) | (5–1, 6–2, 2–2, 4–2) |             |             | Maria Lenk Aquatic Center, Rio de Janeiro Játékvezetők: Stanko Ivanovski (MNE), Masoud Rezvani (IRI) |
| 2016. augusztus 12. 9:00 (14:00) | Kis 5                | Jegyzőkönyv | Takei 3     | Maria Lenk Aquatic Center, Rio de Janeiro Játékvezetők: Stanko Ivanovski (MNE), Masoud Rezvani (IRI) |

| 2016. augusztus 12. 19:30 (0:30) | Görögország (GRE)    | 9–4         | Brazília (BRA) | Maria Lenk Aquatic Center, Rio de Janeiro Játékvezetők: Boris Margeta (SLO), Szergej Naumov (RUS) |
| 2016. augusztus 12. 19:30 (0:30) | (3–1, 1–1, 3–2, 2–0) |             |                | Maria Lenk Aquatic Center, Rio de Janeiro Játékvezetők: Boris Margeta (SLO), Szergej Naumov (RUS) |
| 2016. augusztus 12. 19:30 (0:30) | három játékos 2      | Jegyzőkönyv | Silva 2        | Maria Lenk Aquatic Center, Rio de Janeiro Játékvezetők: Boris Margeta (SLO), Szergej Naumov (RUS) |

| 2016. augusztus 12. 22:10 (3:10) | Szerbia (SRB)        | 10–8        | Ausztrália (AUS) | Maria Lenk Aquatic Center, Rio de Janeiro Játékvezetők: Adrian Alexandrescu (ROU), Francesc Buch (ESP) |
| 2016. augusztus 12. 22:10 (3:10) | (2–2, 2–3, 2–1, 4–2) |             |                  | Maria Lenk Aquatic Center, Rio de Janeiro Játékvezetők: Adrian Alexandrescu (ROU), Francesc Buch (ESP) |
| 2016. augusztus 12. 22:10 (3:10) | három játékos 2      | Jegyzőkönyv | Cotterill 2      | Maria Lenk Aquatic Center, Rio de Janeiro Játékvezetők: Adrian Alexandrescu (ROU), Francesc Buch (ESP) |

| 2016. augusztus 14. 14:10 (19:10) | Ausztrália (AUS)     | 12–7        | Görögország (GRE) | Olympic Aquatics Stadium, Rio de Janeiro Játékvezetők: Filippo Gomez (ITA), Joseph Peila (USA) |
| 2016. augusztus 14. 14:10 (19:10) | (5–3, 5–1, 0–1, 2–2) |             |                   | Olympic Aquatics Stadium, Rio de Janeiro Játékvezetők: Filippo Gomez (ITA), Joseph Peila (USA) |
| 2016. augusztus 14. 14:10 (19:10) | Cotterill, Howden 3  | Jegyzőkönyv | Fundúlisz 3       | Olympic Aquatics Stadium, Rio de Janeiro Játékvezetők: Filippo Gomez (ITA), Joseph Peila (USA) |

| 2016. augusztus 14. 19:30 (0:30) | Szerbia (SRB)        | 12–8        | Japán (JPN) | Olympic Aquatics Stadium, Rio de Janeiro Játékvezetők: Nenad Peris (CRO), Benjamin Mercier (FRA) |
| 2016. augusztus 14. 19:30 (0:30) | (2–5, 3–0, 4–2, 3–1) |             |             | Olympic Aquatics Stadium, Rio de Janeiro Játékvezetők: Nenad Peris (CRO), Benjamin Mercier (FRA) |
| 2016. augusztus 14. 19:30 (0:30) | Filipović 6          | Jegyzőkönyv | Takei 5     | Olympic Aquatics Stadium, Rio de Janeiro Játékvezetők: Nenad Peris (CRO), Benjamin Mercier (FRA) |

| 2016. augusztus 14. 20:50 (1:50) | Brazília (BRA)       | 6–10        | Magyarország (HUN) | Olympic Aquatics Stadium, Rio de Janeiro Játékvezetők: Francesc Buch (ESP), Stanko Ivanovski (MNE) |
| 2016. augusztus 14. 20:50 (1:50) | (0–3, 1–2, 3–3, 2–2) |             |                    | Olympic Aquatics Stadium, Rio de Janeiro Játékvezetők: Francesc Buch (ESP), Stanko Ivanovski (MNE) |
| 2016. augusztus 14. 20:50 (1:50) | Gomes, Perrone 2     | Jegyzőkönyv | három játékos 2    | Olympic Aquatics Stadium, Rio de Janeiro Játékvezetők: Francesc Buch (ESP), Stanko Ivanovski (MNE) |

### B csoport
| Hely. | Csapat                 | M | Gy | D | V | G+ | G– | Gk  | P | Továbbjutás |
| ----- | ---------------------- | - | -- | - | - | -- | -- | --- | - | ----------- |
| 1.    | Spanyolország (ESP)    | 5 | 3  | 1 | 1 | 46 | 35 | +11 | 7 | Negyeddöntő |
| 2.    | Horvátország (CRO)     | 5 | 3  | 0 | 2 | 37 | 37 | 0   | 6 | Negyeddöntő |
| 3.    | Olaszország (ITA)      | 5 | 3  | 0 | 2 | 40 | 41 | −1  | 6 | Negyeddöntő |
| 4.    | Montenegró (MNE)       | 5 | 2  | 1 | 2 | 36 | 32 | +4  | 5 | Negyeddöntő |
| 5.    | Egyesült Államok (USA) | 5 | 2  | 0 | 3 | 35 | 35 | 0   | 4 |             |
| 6.    | Franciaország (FRA)    | 5 | 1  | 0 | 4 | 28 | 42 | −14 | 2 |             |

| 2016. augusztus 6. 10:20 (15:20) | Egyesült Államok (USA) | 5–7         | Horvátország (CRO) | Maria Lenk Aquatic Center, Rio de Janeiro Játékvezetők: Boris Margeta (SLO), Daniel Flahive (AUS) |
| 2016. augusztus 6. 10:20 (15:20) | (2–2, 1–1, 1–2, 1–2)   |             |                    | Maria Lenk Aquatic Center, Rio de Janeiro Játékvezetők: Boris Margeta (SLO), Daniel Flahive (AUS) |
| 2016. augusztus 6. 10:20 (15:20) | Azevedo 2              | Jegyzőkönyv | Joković, Šetka 2   | Maria Lenk Aquatic Center, Rio de Janeiro Játékvezetők: Boris Margeta (SLO), Daniel Flahive (AUS) |

| 2016. augusztus 6. 11:40 (16:40) | Spanyolország (ESP)  | 8–9         | Olaszország (ITA)      | Maria Lenk Aquatic Center, Rio de Janeiro Játékvezetők: Vojin Putniković (SRB), Georgios Stavridis (GRE) |
| 2016. augusztus 6. 11:40 (16:40) | (3–2, 2–1, 1–2, 2–4) |             |                        | Maria Lenk Aquatic Center, Rio de Janeiro Játékvezetők: Vojin Putniković (SRB), Georgios Stavridis (GRE) |
| 2016. augusztus 6. 11:40 (16:40) | Molina 4             | Jegyzőkönyv | Figlioli, Presciutti 3 | Maria Lenk Aquatic Center, Rio de Janeiro Játékvezetők: Vojin Putniković (SRB), Georgios Stavridis (GRE) |

| 2016. augusztus 6. 19:30 (0:30) | Franciaország (FRA)  | 4–7         | Montenegró (MNE) | Maria Lenk Aquatic Center, Rio de Janeiro Játékvezetők: Mark Koganov (AZE), Molnár Péter (HUN) |
| 2016. augusztus 6. 19:30 (0:30) | (0–2, 0–3, 1–0, 3–2) |             |                  | Maria Lenk Aquatic Center, Rio de Janeiro Játékvezetők: Mark Koganov (AZE), Molnár Péter (HUN) |
| 2016. augusztus 6. 19:30 (0:30) | négy játékos 1       | Jegyzőkönyv | Radović 3        | Maria Lenk Aquatic Center, Rio de Janeiro Játékvezetők: Mark Koganov (AZE), Molnár Péter (HUN) |

| 2016. augusztus 8. 10:20 (15:20) | Olaszország (ITA)    | 11–8        | Franciaország (FRA) | Maria Lenk Aquatic Center, Rio de Janeiro Játékvezetők: Radoslaw Koryzna (POL), Szergej Naumov (RUS) |
| 2016. augusztus 8. 10:20 (15:20) | (4–3, 4–1, 1–2, 2–1) |             |                     | Maria Lenk Aquatic Center, Rio de Janeiro Játékvezetők: Radoslaw Koryzna (POL), Szergej Naumov (RUS) |
| 2016. augusztus 8. 10:20 (15:20) | Aicardi 4            | Jegyzőkönyv | három játékos 2     | Maria Lenk Aquatic Center, Rio de Janeiro Játékvezetők: Radoslaw Koryzna (POL), Szergej Naumov (RUS) |

| 2016. augusztus 8. 11:40 (16:40) | Egyesült Államok (USA) | 9–10        | Spanyolország (ESP) | Maria Lenk Aquatic Center, Rio de Janeiro Játékvezetők: Adrian Alexandrescu (ROU), Molnár Péter (HUN) |
| 2016. augusztus 8. 11:40 (16:40) | (2–4, 3–1, 2–3, 2–2)   |             |                     | Maria Lenk Aquatic Center, Rio de Janeiro Játékvezetők: Adrian Alexandrescu (ROU), Molnár Péter (HUN) |
| 2016. augusztus 8. 11:40 (16:40) | Bonanni 4              | Jegyzőkönyv | Echenique 3         | Maria Lenk Aquatic Center, Rio de Janeiro Játékvezetők: Adrian Alexandrescu (ROU), Molnár Péter (HUN) |

| 2016. augusztus 8. 20:50 (1:50) | Horvátország (CRO)   | 8–7         | Montenegró (MNE)        | Maria Lenk Aquatic Center, Rio de Janeiro Játékvezetők: Georgios Stavridis (GRE), Daniel Flahive (AUS) |
| 2016. augusztus 8. 20:50 (1:50) | (2–2, 2–1, 1–2, 3–2) |             |                         | Maria Lenk Aquatic Center, Rio de Janeiro Játékvezetők: Georgios Stavridis (GRE), Daniel Flahive (AUS) |
| 2016. augusztus 8. 20:50 (1:50) | három játékos 2      | Jegyzőkönyv | Da. Brguljan, Janović 2 | Maria Lenk Aquatic Center, Rio de Janeiro Játékvezetők: Georgios Stavridis (GRE), Daniel Flahive (AUS) |

| 2016. augusztus 10. 11:40 (16:40) | Franciaország (FRA)  | 3–6         | Egyesült Államok (USA) | Maria Lenk Aquatic Center, Rio de Janeiro Játékvezetők: German Moller (ARG), Adrian Alexandrescu (ROU) |
| 2016. augusztus 10. 11:40 (16:40) | (1–1, 0–4, 0–0, 2–1) |             |                        | Maria Lenk Aquatic Center, Rio de Janeiro Játékvezetők: German Moller (ARG), Adrian Alexandrescu (ROU) |
| 2016. augusztus 10. 11:40 (16:40) | három játékos 1      | Jegyzőkönyv | Samuels 3              | Maria Lenk Aquatic Center, Rio de Janeiro Játékvezetők: German Moller (ARG), Adrian Alexandrescu (ROU) |

| 2016. augusztus 10. 13:00 (18:00) | Montenegró (MNE)     | 5–6         | Olaszország (ITA) | Maria Lenk Aquatic Center, Rio de Janeiro Játékvezetők: Molnár Péter (HUN), Georgios Stavridis (GRE) |
| 2016. augusztus 10. 13:00 (18:00) | (1–2, 1–1, 0–1, 3–2) |             |                   | Maria Lenk Aquatic Center, Rio de Janeiro Játékvezetők: Molnár Péter (HUN), Georgios Stavridis (GRE) |
| 2016. augusztus 10. 13:00 (18:00) | Da. Brguljan 2       | Jegyzőkönyv | Di Fulvio 3       | Maria Lenk Aquatic Center, Rio de Janeiro Játékvezetők: Molnár Péter (HUN), Georgios Stavridis (GRE) |

| 2016. augusztus 10. 20:50 (1:50) | Spanyolország (ESP)  | 9–4         | Horvátország (CRO) | Maria Lenk Aquatic Center, Rio de Janeiro Játékvezetők: Boris Margeta (SLO), Radoslaw Koryzna (POL) |
| 2016. augusztus 10. 20:50 (1:50) | (2–0, 2–1, 1–2, 4–1) |             |                    | Maria Lenk Aquatic Center, Rio de Janeiro Játékvezetők: Boris Margeta (SLO), Radoslaw Koryzna (POL) |
| 2016. augusztus 10. 20:50 (1:50) | Echenique 4          | Jegyzőkönyv | négy játékos 1     | Maria Lenk Aquatic Center, Rio de Janeiro Játékvezetők: Boris Margeta (SLO), Radoslaw Koryzna (POL) |

| 2016. augusztus 12. 10:20 (15:20) | Horvátország (CRO)   | 10–7        | Olaszország (ITA) | Maria Lenk Aquatic Center, Rio de Janeiro Játékvezetők: Mark Koganov (AZE), Daniel Flahive (AUS) |
| 2016. augusztus 12. 10:20 (15:20) | (1–1, 4–3, 3–2, 2–1) |             |                   | Maria Lenk Aquatic Center, Rio de Janeiro Játékvezetők: Mark Koganov (AZE), Daniel Flahive (AUS) |
| 2016. augusztus 12. 10:20 (15:20) | Sukno 5              | Jegyzőkönyv | Gallo 2           | Maria Lenk Aquatic Center, Rio de Janeiro Játékvezetők: Mark Koganov (AZE), Daniel Flahive (AUS) |

| 2016. augusztus 12. 11:40 (16:40) | Egyesült Államok (USA) | 5–8         | Montenegró (MNE) | Maria Lenk Aquatic Center, Rio de Janeiro Játékvezetők: Radoslaw Koryzna (POL), Georgios Stavridis (GRE) |
| 2016. augusztus 12. 11:40 (16:40) | (1–2, 0–0, 2–2, 2–4)   |             |                  | Maria Lenk Aquatic Center, Rio de Janeiro Játékvezetők: Radoslaw Koryzna (POL), Georgios Stavridis (GRE) |
| 2016. augusztus 12. 11:40 (16:40) | Samuels 2              | Jegyzőkönyv | Da. Brguljan 2   | Maria Lenk Aquatic Center, Rio de Janeiro Játékvezetők: Radoslaw Koryzna (POL), Georgios Stavridis (GRE) |

| 2016. augusztus 12. 20:50 (1:50) | Spanyolország (ESP)  | 10–4        | Franciaország (FRA) | Maria Lenk Aquatic Center, Rio de Janeiro Játékvezetők: Fabio Toffoli (BRA), Molnár Péter (HUN) |
| 2016. augusztus 12. 20:50 (1:50) | (3–1, 3–0, 1–1, 3–2) |             |                     | Maria Lenk Aquatic Center, Rio de Janeiro Játékvezetők: Fabio Toffoli (BRA), Molnár Péter (HUN) |
| 2016. augusztus 12. 20:50 (1:50) | Echenique 3          | Jegyzőkönyv | Crousillat 2        | Maria Lenk Aquatic Center, Rio de Janeiro Játékvezetők: Fabio Toffoli (BRA), Molnár Péter (HUN) |

| 2016. augusztus 14. 12:50 (17:50) | Montenegró (MNE)     | 9–9         | Spanyolország (ESP) | Olympic Aquatics Stadium, Rio de Janeiro Játékvezetők: Szergej Naumov (RUS), Radoslaw Koryzna (POL) |
| 2016. augusztus 14. 12:50 (17:50) | (2–2, 3–2, 2–4, 2–1) |             |                     | Olympic Aquatics Stadium, Rio de Janeiro Játékvezetők: Szergej Naumov (RUS), Radoslaw Koryzna (POL) |
| 2016. augusztus 14. 12:50 (17:50) | három játékos 2      | Jegyzőkönyv | Molina 2            | Olympic Aquatics Stadium, Rio de Janeiro Játékvezetők: Szergej Naumov (RUS), Radoslaw Koryzna (POL) |

| 2016. augusztus 14. 15:30 (20:30) | Egyesült Államok (USA) | 10–7        | Olaszország (ITA)     | Olympic Aquatics Stadium, Rio de Janeiro Játékvezetők: Boris Margeta (SLO), Vojin Putniković (SRB) |
| 2016. augusztus 14. 15:30 (20:30) | (2–4, 3–2, 3–1, 2–0)   |             |                       | Olympic Aquatics Stadium, Rio de Janeiro Játékvezetők: Boris Margeta (SLO), Vojin Putniković (SRB) |
| 2016. augusztus 14. 15:30 (20:30) | négy játékos 2         | Jegyzőkönyv | Di Fulvio, Figlioli 2 | Olympic Aquatics Stadium, Rio de Janeiro Játékvezetők: Boris Margeta (SLO), Vojin Putniković (SRB) |

| 2016. augusztus 14. 16:50 (21:50) | Franciaország (FRA)  | 9–8         | Horvátország (CRO) | Olympic Aquatics Stadium, Rio de Janeiro Játékvezetők: Ni Shi Wei (CHN), Hatem Abdelaziz (EGY) |
| 2016. augusztus 14. 16:50 (21:50) | (3–2, 3–3, 2–1, 1–2) |             |                    | Olympic Aquatics Stadium, Rio de Janeiro Játékvezetők: Ni Shi Wei (CHN), Hatem Abdelaziz (EGY) |
| 2016. augusztus 14. 16:50 (21:50) | Marzouki 3           | Jegyzőkönyv | Sukno 3            | Olympic Aquatics Stadium, Rio de Janeiro Játékvezetők: Ni Shi Wei (CHN), Hatem Abdelaziz (EGY) |

## Egyenes kieséses szakasz
|  |               |                     |                    |                    |    |                    |                    |                  |                  |               |               |       |       |
|  | Negyeddöntők  | Negyeddöntők        | Negyeddöntők       |                    |    | Elődöntők          | Elődöntők          | Elődöntők        |                  |               | Döntő         | Döntő | Döntő |
|  | Negyeddöntők  | Negyeddöntők        | Negyeddöntők       |                    |    | Elődöntők          | Elődöntők          | Elődöntők        |                  |               | Döntő         | Döntő | Döntő |
|  | augusztus 16. |                     |                    |                    |    |                    |                    |                  |                  |               |               |       |       |
|  |               |                     |                    |                    |    |                    |                    |                  |                  |               |               |       |       |
|  | A1            | Magyarország (HUN)  | 9 (2)              |                    |    |                    |                    |                  |                  |               |               |       |       |
|  | A1            | Magyarország (HUN)  | 9 (2)              | augusztus 18.      |    |                    |                    |                  |                  |               |               |       |       |
|  | B4            | Montenegró (MNE)    | 9 (4)              |                    |    |                    |                    |                  |                  |               |               |       |       |
|  | B4            | Montenegró (MNE)    | 9 (4)              |                    |    | Montenegró (MNE)   | Montenegró (MNE)   | 8                |                  |               |               |       |       |
|  | augusztus 16. |                     |                    |                    |    | Montenegró (MNE)   | Montenegró (MNE)   | 8                |                  |               |               |       |       |
|  |               |                     | Horvátország (CRO) | Horvátország (CRO) | 12 |                    |                    |                  |                  |               |               |       |       |
|  | B2            | Horvátország (CRO)  | Horvátország (CRO) | Horvátország (CRO) | 12 | 10                 |                    |                  |                  |               |               |       |       |
|  | B2            | Horvátország (CRO)  |                    |                    |    | 10                 | augusztus 20.      |                  |                  |               |               |       |       |
|  | A3            | Brazília (BRA)      | 6                  |                    |    |                    |                    |                  |                  |               |               |       |       |
|  | A3            | Brazília (BRA)      | 6                  |                    |    | Horvátország (CRO) | Horvátország (CRO) | 7                |                  |               |               |       |       |
|  | augusztus 16. |                     |                    |                    |    | Horvátország (CRO) | Horvátország (CRO) | 7                |                  |               |               |       |       |
|  |               |                     | Szerbia (SRB)      | Szerbia (SRB)      | 11 |                    |                    |                  |                  |               |               |       |       |
|  | A2            | Görögország (GRE)   | Szerbia (SRB)      | Szerbia (SRB)      | 11 | 5                  |                    |                  |                  |               |               |       |       |
|  | A2            | Görögország (GRE)   | augusztus 18.      |                    |    | 5                  |                    |                  |                  |               |               |       |       |
|  | B3            | Olaszország (ITA)   | 9                  |                    |    |                    |                    |                  |                  |               |               |       |       |
|  | B3            | Olaszország (ITA)   | 9                  |                    |    | Olaszország (ITA)  | Olaszország (ITA)  | 8                | Bronzmérkőzés    | Bronzmérkőzés | Bronzmérkőzés |       |       |
|  | augusztus 16. |                     |                    |                    |    | Olaszország (ITA)  | Olaszország (ITA)  | 8                | Bronzmérkőzés    | Bronzmérkőzés | Bronzmérkőzés |       |       |
|  |               |                     | Szerbia (SRB)      | Szerbia (SRB)      | 10 |                    |                    | augusztus 20.    | augusztus 20.    | augusztus 20. |               |       |       |
|  | B1            | Spanyolország (ESP) | Szerbia (SRB)      | Szerbia (SRB)      | 10 | 7                  |                    | augusztus 20.    | augusztus 20.    | augusztus 20. |               |       |       |
|  | B1            | Spanyolország (ESP) |                    |                    |    |                    |                    | Montenegró (MNE) | Montenegró (MNE) | 10            |               |       |       |
|  | A4            | Szerbia (SRB)       | 10                 |                    |    |                    |                    | Montenegró (MNE) | Montenegró (MNE) | 10            |               |       |       |
|  | A4            | Szerbia (SRB)       | 10                 |                    |    | Olaszország (ITA)  | Olaszország (ITA)  | 12               |                  |               |               |       |       |
|  |               |                     |                    |                    |    | Olaszország (ITA)  | Olaszország (ITA)  | 12               |                  |               |               |       |       |

### Negyeddöntők
| 2016. augusztus 16. 11:00 (16:00) | Magyarország (HUN)   | 9–9         | Montenegró (MNE) | Olympic Aquatics Stadium, Rio de Janeiro Játékvezetők: Mark Koganov (AZE), Joseph Peila (USA) |
| 2016. augusztus 16. 11:00 (16:00) | (1–2, 2–3, 3–3, 3–1) |             |                  | Olympic Aquatics Stadium, Rio de Janeiro Játékvezetők: Mark Koganov (AZE), Joseph Peila (USA) |
| 2016. augusztus 16. 11:00 (16:00) | Erdélyi, Vámos 3     | Jegyzőkönyv | Ivović 3         | Olympic Aquatics Stadium, Rio de Janeiro Játékvezetők: Mark Koganov (AZE), Joseph Peila (USA) |
| 2016. augusztus 16. 11:00 (16:00) | Büntetőpárbaj:       |             |                  | Olympic Aquatics Stadium, Rio de Janeiro Játékvezetők: Mark Koganov (AZE), Joseph Peila (USA) |
| 2016. augusztus 16. 11:00 (16:00) | 2–4                  |             |                  | Olympic Aquatics Stadium, Rio de Janeiro Játékvezetők: Mark Koganov (AZE), Joseph Peila (USA) |

| 2016. augusztus 16. 12:20 (17:20) | Szerbia (SRB)        | 10–7        | Spanyolország (ESP) | Olympic Aquatics Stadium, Rio de Janeiro Játékvezetők: Daniel Flahive (AUS), Radoslaw Koryzna (POL) |
| 2016. augusztus 16. 12:20 (17:20) | (3–1, 4–2, 0–2, 3–2) |             |                     | Olympic Aquatics Stadium, Rio de Janeiro Játékvezetők: Daniel Flahive (AUS), Radoslaw Koryzna (POL) |
| 2016. augusztus 16. 12:20 (17:20) | Mandić 4             | Jegyzőkönyv | Molina 3            | Olympic Aquatics Stadium, Rio de Janeiro Játékvezetők: Daniel Flahive (AUS), Radoslaw Koryzna (POL) |

| 2016. augusztus 16. 15:10 (20:10) | Brazília (BRA)       | 6–10        | Horvátország (CRO) | Olympic Aquatics Stadium, Rio de Janeiro Játékvezetők: Adrian Alexandrescu (ROU), Benjamin Mercier (FRA) |
| 2016. augusztus 16. 15:10 (20:10) | (2–3, 1–4, 3–1, 0–2) |             |                    | Olympic Aquatics Stadium, Rio de Janeiro Játékvezetők: Adrian Alexandrescu (ROU), Benjamin Mercier (FRA) |
| 2016. augusztus 16. 15:10 (20:10) | Gomes 3              | Jegyzőkönyv | García, Joković 3  | Olympic Aquatics Stadium, Rio de Janeiro Játékvezetők: Adrian Alexandrescu (ROU), Benjamin Mercier (FRA) |

| 2016. augusztus 16. 16:30 (21:30) | Görögország (GRE)     | 5–9         | Olaszország (ITA) | Olympic Aquatics Stadium, Rio de Janeiro Játékvezetők: Boris Margeta (SLO), Szergej Naumov (RUS) |
| 2016. augusztus 16. 16:30 (21:30) | (0–2, 2–2, 1–2, 2–3)  |             |                   | Olympic Aquatics Stadium, Rio de Janeiro Játékvezetők: Boris Margeta (SLO), Szergej Naumov (RUS) |
| 2016. augusztus 16. 16:30 (21:30) | Fundúlisz, Muríkisz 2 | Jegyzőkönyv | Figlioli 3        | Olympic Aquatics Stadium, Rio de Janeiro Játékvezetők: Boris Margeta (SLO), Szergej Naumov (RUS) |

### Az 5–8. helyért
| 2016. augusztus 18. 11:00 (16:00) | Magyarország (HUN)    | 13–4        | Brazília (BRA) | Olympic Aquatics Stadium, Rio de Janeiro Játékvezetők: Filippo Gomez (ITA), Masoud Rezvani (IRI) |
| 2016. augusztus 18. 11:00 (16:00) | (4–1, 3–0, 3–3 , 3–0) |             |                | Olympic Aquatics Stadium, Rio de Janeiro Játékvezetők: Filippo Gomez (ITA), Masoud Rezvani (IRI) |
| 2016. augusztus 18. 11:00 (16:00) | Erdélyi 4             | Jegyzőkönyv | Delgado 2      | Olympic Aquatics Stadium, Rio de Janeiro Játékvezetők: Filippo Gomez (ITA), Masoud Rezvani (IRI) |

| 2016. augusztus 18. 15:10 (20:10) | Görögország (GRE)      | 9–7         | Spanyolország (ESP) | Olympic Aquatics Stadium, Rio de Janeiro Játékvezetők: Boris Margeta (SLO), Nenad Peris (CRO) |
| 2016. augusztus 18. 15:10 (20:10) | (1–0, 2–1, 4–3, 2–3)   |             |                     | Olympic Aquatics Stadium, Rio de Janeiro Játékvezetők: Boris Margeta (SLO), Nenad Peris (CRO) |
| 2016. augusztus 18. 15:10 (20:10) | Afrudákisz, Muríkisz 2 | Jegyzőkönyv | Molina 4            | Olympic Aquatics Stadium, Rio de Janeiro Játékvezetők: Boris Margeta (SLO), Nenad Peris (CRO) |

### Elődöntők
| 2016. augusztus 18. 12:20 (17:20) | Montenegró (MNE)        | 8–12        | Horvátország (CRO) | Olympic Aquatics Stadium, Rio de Janeiro Játékvezetők: Adrian Alexandrescu (ROU), Joseph Peila (USA) |
| 2016. augusztus 18. 12:20 (17:20) | (3–4, 2–3 , 1–1 , 2 –4) |             |                    | Olympic Aquatics Stadium, Rio de Janeiro Játékvezetők: Adrian Alexandrescu (ROU), Joseph Peila (USA) |
| 2016. augusztus 18. 12:20 (17:20) | Ivović, Da. Brguljan 3  | Jegyzőkönyv | Bušlje 4           | Olympic Aquatics Stadium, Rio de Janeiro Játékvezetők: Adrian Alexandrescu (ROU), Joseph Peila (USA) |

| 2016. augusztus 18. 16:30 (21:30) | Olaszország (ITA)    | 8–10        | Szerbia (SRB)   | Olympic Aquatics Stadium, Rio de Janeiro Játékvezetők: Georgios Stavridis (GRE), Daniel Flahive (AUS) |
| 2016. augusztus 18. 16:30 (21:30) | (0–3, 2–3, 0–1, 6–3) |             |                 | Olympic Aquatics Stadium, Rio de Janeiro Játékvezetők: Georgios Stavridis (GRE), Daniel Flahive (AUS) |
| 2016. augusztus 18. 16:30 (21:30) | három játékos 2      | Jegyzőkönyv | három játékos 2 | Olympic Aquatics Stadium, Rio de Janeiro Játékvezetők: Georgios Stavridis (GRE), Daniel Flahive (AUS) |

### A 7. helyért
| 2016. augusztus 20. 11:40 (16:40) | Brazília (BRA)       | 8–9         | Spanyolország (ESP) | Olympic Aquatics Stadium, Rio de Janeiro Játékvezetők: Vojin Putniković (SRB), Stanko Ivanovski (MNE) |
| 2016. augusztus 20. 11:40 (16:40) | (1–3, 2–1, 1–2, 4–3) |             |                     | Olympic Aquatics Stadium, Rio de Janeiro Játékvezetők: Vojin Putniković (SRB), Stanko Ivanovski (MNE) |
| 2016. augusztus 20. 11:40 (16:40) | három játékos 2      | Jegyzőkönyv | három játékos 2     | Olympic Aquatics Stadium, Rio de Janeiro Játékvezetők: Vojin Putniković (SRB), Stanko Ivanovski (MNE) |

### Az 5. helyért
| 2016. augusztus 20. 16:30 (21:30) | Magyarország (HUN)   | 12–10       | Görögország (GRE) | Olympic Aquatics Stadium, Rio de Janeiro Játékvezetők: Mark Koganov (AZE), Joseph Peila (USA) |
| 2016. augusztus 20. 16:30 (21:30) | (2–1, 4–4, 3–3, 3–2) |             |                   | Olympic Aquatics Stadium, Rio de Janeiro Játékvezetők: Mark Koganov (AZE), Joseph Peila (USA) |
| 2016. augusztus 20. 16:30 (21:30) | Kis, Zalánki 3       | Jegyzőkönyv | négy játékos 2    | Olympic Aquatics Stadium, Rio de Janeiro Játékvezetők: Mark Koganov (AZE), Joseph Peila (USA) |

### Bronzmérkőzés
| 2016. augusztus 20. 13:00 (18:00) | Montenegró (MNE)     | 10–12       | Olaszország (ITA) | Olympic Aquatics Stadium, Rio de Janeiro Játékvezetők: Boris Margeta (SLO), Szergej Naumov (RUS) |
| 2016. augusztus 20. 13:00 (18:00) | (1–2, 3–3, 3–4, 3–3) |             |                   | Olympic Aquatics Stadium, Rio de Janeiro Játékvezetők: Boris Margeta (SLO), Szergej Naumov (RUS) |
| 2016. augusztus 20. 13:00 (18:00) | Janović 3            | Jegyzőkönyv | Presciutti 4      | Olympic Aquatics Stadium, Rio de Janeiro Játékvezetők: Boris Margeta (SLO), Szergej Naumov (RUS) |

### Döntő
| 2016. augusztus 20. 17:50 (22:50) | Horvátország (CRO)   | 7–11        | Szerbia (SRB) | Olympic Aquatics Stadium, Rio de Janeiro Játékvezetők: Georgios Stavridis (GRE), Molnár Péter (HUN) |
| 2016. augusztus 20. 17:50 (22:50) | (2–3, 1–3, 2–3, 2–2) |             |               | Olympic Aquatics Stadium, Rio de Janeiro Játékvezetők: Georgios Stavridis (GRE), Molnár Péter (HUN) |
| 2016. augusztus 20. 17:50 (22:50) | Sukno 3              | Jegyzőkönyv | Mandić 4      | Olympic Aquatics Stadium, Rio de Janeiro Játékvezetők: Georgios Stavridis (GRE), Molnár Péter (HUN) |

| A 2016. évi nyári olimpiai játékok férfi vízilabdatornájának olimpiai bajnoka |
| · SZERBIA · 1. cím                                                            |
| ----------------------------------------------------------------------------- |

## Végeredmény
| Helyezés | Csapat                 |
| -------- | ---------------------- |
| Arany    | Szerbia (SRB)          |
| Ezüst    | Horvátország (CRO)     |
| Bronz    | Olaszország (ITA)      |
| 4.       | Montenegró (MNE)       |
| 5.       | Magyarország (HUN)     |
| 6.       | Görögország (GRE)      |
| 7.       | Spanyolország (ESP)    |
| 8.       | Brazília (BRA)         |
| 9.       | Ausztrália (AUS)       |
| 10.      | Egyesült Államok (USA) |
| 11.      | Franciaország (FRA)    |
| 12.      | Japán (JPN)            |

## Díjak
Az olimpia után a következő díjakat osztották ki:
| Gólkirály - Filip Filipović (SRB) – 19 gól - Guillermo Molina (ESP) – 19 gól Legértékesebb játékos - Filip Filipović (SRB) | All-Star csapat - Marko Bijač (CRO) – kapus - Sandro Sukno (CRO) - Filip Filipović (SRB) - Darko Brguljan (MNE) - Guillermo Molina (ESP) - Slobodan Nikić (SRB) - Christian Presciutti (ITA) |